# Snowboarding na Zimowych Igrzyskach Olimpijskich 1998
Snowboarding na Zimowych Igrzyskach Olimpijskich 1998 odbywał się w dniach 8 – 12 lutego 1998 roku. Zawodnicy i zawodniczki walczyli w dwóch męskich i w dwóch kobiecych konkurencjach: halfpipe i slalom gigant. Łącznie rozdano cztery komplety medali. Zawody odbywały się około 30 km na południe od Nagano, w ośrodkach sportów zimowych Yakebitai (gigant) i Kanbayashi (halfpipe). Były to pierwsze w historii zawody w snowboardzie rozegrane w ramach igrzysk olimpijskich.

## Terminarz
| Data           | Miejscowość | Konkurencja       | Złoto           | Srebro             | Brąz            |
| -------------- | ----------- | ----------------- | --------------- | ------------------ | --------------- |
| 8 lutego 1998  | Yakebitai   | Gigant mężczyzn   | Ross Rebagliati | Thomas Prugger     | Ueli Kestenholz |
| 10 lutego 1998 | Yakebitai   | Gigant kobiet     | Karine Ruby     | Heidi Renoth       | Brigitte Köck   |
| 12 lutego 1998 | Kanbayashi  | Halfpipe kobiet   | Nicola Thost    | Stine Brun Kjeldås | Shannon Dunn    |
| 12 lutego 1998 | Kanbayashi  | Halfpipe mężczyzn | Gian Simmen     | Daniel Franck      | Ross Powers     |

## Wyniki

### Kobiety

#### Halfpipe
| Pozycja | Zawodniczka        | Narodowość        | Wynik |
| ------- | ------------------ | ----------------- | ----- |
|         | Nicola Thost       | Niemcy            | 74,6  |
|         | Stine Brun Kjeldås | Norwegia          | 74,2  |
|         | Shannon Dunn       | Stany Zjednoczone | 72,8  |
| 4.      | Cara-Beth Burnside | Stany Zjednoczone | 72,6  |
| 5.      | Maëlle Ricker      | Kanada            | 71,1  |
| 6.      | Minna Hesso        | Finlandia         | 70,8  |
| 7.      | Jenny Jonsson      | Szwecja           | 65,9  |
| 8.      | Jennie Waara       | Szwecja           | 62,7  |

#### Slalom gigant
| Pozycja | Zawodniczka             | Narodowość | Wynik   |
| ------- | ----------------------- | ---------- | ------- |
|         | Karine Ruby             | Francja    | 2:17,34 |
|         | Heidi Renoth            | Niemcy     | 2:19,17 |
|         | Brigitte Köck           | Austria    | 2:19,42 |
| 4.      | Lidia Trettel           | Włochy     | 2:19,71 |
| 5.      | Ursula Fingerlos        | Austria    | 2:20,36 |
| 6.      | Marion Posch            | Włochy     | 2:21,34 |
| 7.      | Dagmar Mair u. d. Eggen | Włochy     | 2:22,42 |
| 8.      | Isabel Zedlacher        | Austria    | 2:22,92 |

### Mężczyźni

#### Halfpipe
| Pozycja | Zawodnik             | Narodowość        | Wynik |
| ------- | -------------------- | ----------------- | ----- |
|         | Gian Simmen          | Szwajcaria        | 85,4  |
|         | Daniel Franck        | Norwegia          | 82,4  |
|         | Ross Powers          | Stany Zjednoczone | 82,1  |
| 4.      | Fabien Rohrer        | Szwajcaria        | 78,7  |
| 5.      | Guillaume Chastagnol | Francja           | 78,3  |
| 6.      | Jacob Söderqvist     | Szwecja           | 77,8  |
| 7.      | Sebastian Kuhlberg   | Finlandia         | 76,6  |
| 8.      | Michael Michalchuk   | Kanada            | 76,0  |

#### Slalom gigant
| Pozycja | Zawodnik            | Narodowość        | Wynik   |
| ------- | ------------------- | ----------------- | ------- |
|         | Ross Rebagliati     | Kanada            | 2:03,96 |
|         | Thomas Prugger      | Włochy            | 2:03,98 |
|         | Ueli Kestenholz     | Szwajcaria        | 2:04,08 |
| 4.      | Dieter Krassnig     | Austria           | 2:04,33 |
| 5.      | Mathieu Bozzetto    | Francja           | 2:04,57 |
| 6.      | Chris Klug          | Stany Zjednoczone | 2:05,25 |
| 7.      | Martin Freinademetz | Austria           | 2:05,34 |
| 8.      | Maxence Idesheim    | Francja           | 2:05,52 |